# Karola Obermüller

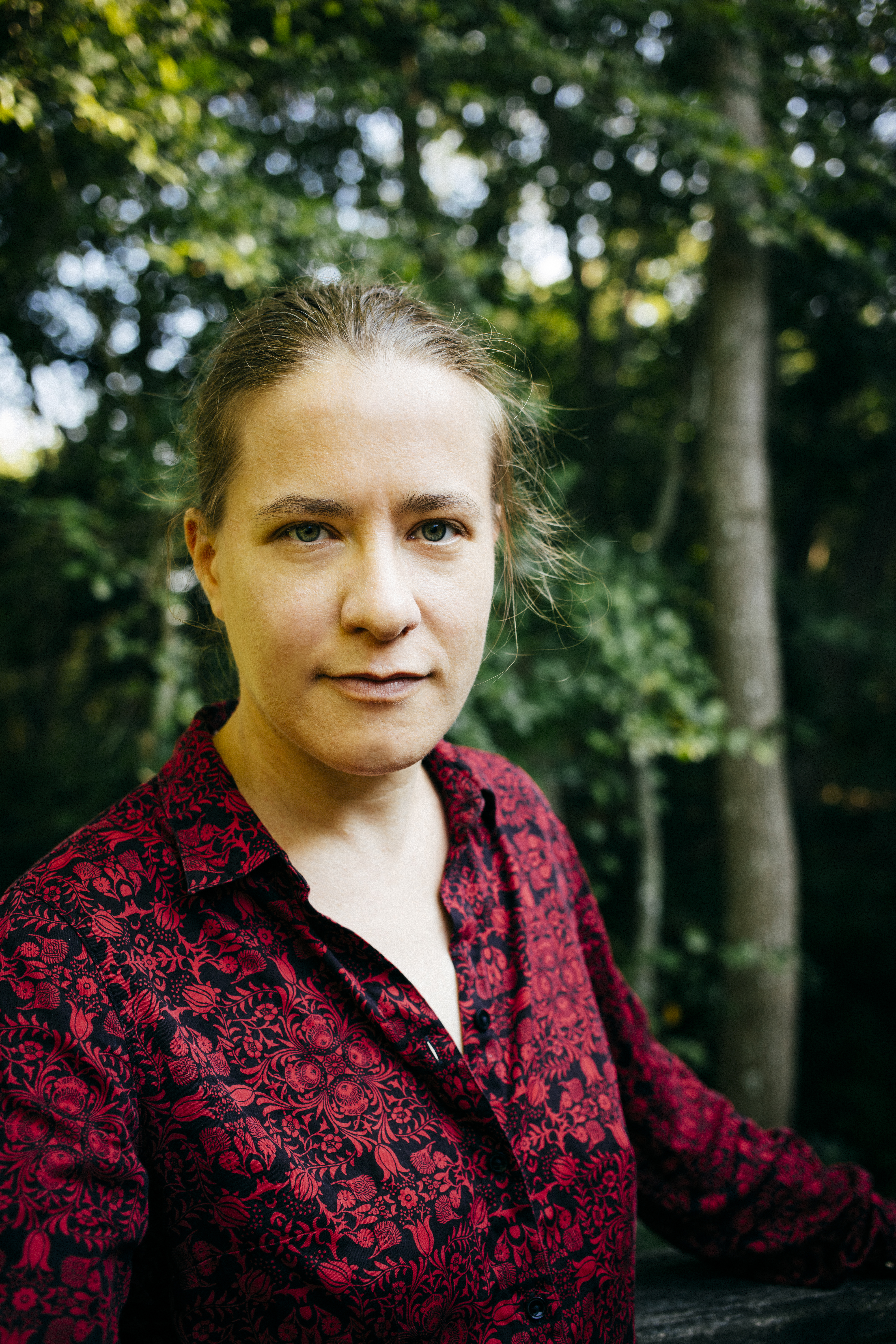
Karola Obermüller

Karola Obermüller (* 21. März 1977 in Darmstadt) ist eine deutsche Komponistin und Hochschullehrerin.

## Leben
Karola Obermüller absolvierte Studien der Komposition bei Cord Meijering an der Akademie für Tonkunst in Darmstadt, bei Volker Blumenthaler am Meistersinger-Konservatorium/Hochschule für Musik Nürnberg, bei Theo Brandmüller an der Hochschule für Musik Saar und bei Adriana Hölszky am Mozarteum Salzburg. Eine Promotion an der Harvard University in Cambridge führte sie in die USA, wo sie von 2010 bis 2023 an der University of New Mexico eine Professur innehatte. Seit Sommer 2023 ist sie Professorin an der University of California, San Diego.
Sie lebt und arbeitet ebenfalls in Europa und war Gastkünstlerin am Zentrum für Kunst und Medien, an der Deutschen Akademie Rom, am Deutschen Studienzentrum Venedig, an der Akademie Schloss Solitude, am IRCAM und am Eisler-Haus Leipzig.

## Werk
„Obermüller komponiert auf der Suche nach Unbekanntem, mit mehrfach geschichtetem, verrätseltem Material, welches tief eingegraben unter einer Oberfläche liegt, die mal opulent klingt, mal vor rhythmischer Energie strotzt: ‚hyperkinetische Musik‘ (NYT).“
Zum Schaffen der Komponistin zählen u. a. Opernwerke für das Staatstheater Nürnberg, das Theater Bielefeld, das Theater Bonn sowie „Musik der Jahrhunderte“ in Stuttgart. Ebenso komponiert sie Konzertmusik, darunter Auftragswerke der Ernst-von-Siemens-Musikstiftung, des National Endowment for the Arts, der Fromm Music Foundation, der New Music USA sowie zahlreicher Rundfunkanstalten, Solisten und Ensembles. Ihre erste Porträt-CD erschien im November 2018.

## Kompositionen (Auswahl)

### Bühnenwerke
- Mein Name ist Urlappi (1998/99). Kammeroper. Libretto: ? (nach Herbert Rosendorfer). UA 1999 Hochschule für Musik Nürnberg
- Protuberanzen I (2001) für Trompete, Orgel, Violoncello und Tanz. UA 2001 Himmelfahrtskirche München; Sirka Schwartz-Uppendieck (Orgel) u. a.
- Protuberanzen II (2001/02) für Trompete, Orgel, Violoncello, Schlagzeug und Tanz. UA 2002 Auferstehungskirche Fürth
- Kohlenmonoxyd. Nachtstück (2006). Libretto: Gabriele Strassmann. UA 2006 Sebalduskirche Nürnberg; Pegnitzschäfer-Klangkonzepte
- Dunkelrot (2005–07). Oper. Libretto: Gabriele Strassmann. UA  2007 in Nürnberg (Dokumentationszentrum Reichsparteitagsgelände, Säulensaal; Ensemble des Staatstheaters Nürnberg)

- Helges Leben. Oper (zusammen mit Mark Moebius). Libretto nach Sibylle Berg. UA 2009 Theater Bielefeld
- 3x3=⚭ • Dreimaldrei gleich unendlich. Oper (zusammen mit Peter Gilbert). Libretto: Tina Hartmann. UA 2009 in Stuttgart[6][7]
- Robert S. (2010–11) Oper für fünf Solisten und Kammerensemble. UA 2011, Bonn[8][9]
- GERADE SEIN UND MENSCH WERDEN: SOPHIE SCHOLL (2020/21). UA 2021, Heidelberg[10]

### Vokalkompositionen
- Drei Lieder über die Liebe (1992–94) für Mezzosopran, Bariton, Klavier, Marimbaphon und 2 Violoncelli. Texte: Ingeborg Bachmann, Bertolt Brecht. UA 1994 Akademie für Tonkunst Darmstadt
- Einseitige Dialoge (2000–02). Drei Lieder für Mezzosopran und Klavier. Texte: Gabriele Strassmann. UA 2002 Mozarteum Salzburg
- Kleines Konzert (2002). Sprachkomposition für Tonband. Textvorlage: Georg Trakl. UA 2002 Elisabethbühne im Petersbrunnhof Salzburg
- in zwischen (2004) für Sopran, Blockflöte, 3 Bratschen, 2 Gamben und Cembalo. Texte: Ursula Haas. UA 2004 Orff-Zentrum München; ensemble avantage
- Untergegangen der Mond (2008). Sapphische Strophen für Countertenor / Bass und Ensemble. Texte: Sappho. UA 2008 Audimax der Universität Bamberg; Kai Wessel (Gesang) Ars Nova Ensemble Nürnberg, Dirigent: Werner Heider

### Orchesterwerke
- Five scents of red (2001) für Orchester. Auftragskomposition für das 50-jährige Bestehen des Siemens-Orchesters Erlangen. UA 2001 in Erlangen, (Siemens-Orchester Erlangen, Heinrich-Lades-Halle, Dirigent: Lukas Meuli)
- Im Vorraum (2000–02) für Orchester. UA 2002 Rundfunk-Sinfonieorchester Saarbrücken, Dirigent: Manfred Schreier
- Kalpa >< Pralaya (2002) für Bansuri, Sitar, Mridangam und Orchester. UA 2002 Hochschule für Musik und Theater München; Arcis-Ensemble, Dirigent: Ulrich Nicolai
- volatile (2003–05) für Kammerorchester. UA 2005 Harvard University, Cambridge Massachusetts
- Schalen (2005) für Orchester. UA 2005 in Metz, Orchestre National de Lorraine, Dirigent: Jacques Mercier
- helical (2005/06) für Kammerorchester. UA 2006 in Amsterdam, Muziekgebouw aan’t IJ; Nouvel Ensemble Moderne
- coiling and swaying (2014/2015) für 18 Instrumente. UA 2015 Alte Oper Frankfurt, Ensemble Modern[11]

### Kammermusik
- Streichquintett 1997 (1996–98) für 2 Violinen, Viola, Violoncello und Kontrabass. UA 1998 Meistersinger-Konservatorium Nürnberg
- the great secret lies (2001) für Pipa, Kayagûm und Marimbaphon. UA 2001 in Sitka, Alaska
- …incalzando… (2001) für Englischhorn und Orgel (nach einem Gedicht von Nelly Sachs). UA 2001 in Fürth (Auferstehungskirche; Lukas Meuli (Englischhorn), Sirka Schwartz-Uppendieck (Orgel))
- Nichts Fettes nichts Süßes (2001) für Klarinette, Altsaxophon, Klavier und Schlagzeug (in memoriam Clara und Robert Schumann). UA 2002 Akademie für Tonkunst Darmstadt
- Red Lake Fields (2001/02) für Flöte, Klarinette, Violine, Violoncello und Klavier. UA 2002 in Tübingen (Sudhaus; Ensemble Phorminx); Red Lake Fields 2 (2002/06) für Flöte, Klarinette, Violine, Violoncello und Schlagzeug. UA  2006 Museum für Angewandte Kunst Frankfurt am Main; Ensemble Phorminx

- Imaginary Landscape No. 5 (2002/03). Elektronische Studie für Tonband (nach einer Vorlage von John Cage). UA 2003 in Salzburg (Experimental Academy of Dance)
- Menschenfresser (2003). Studie für Tonband. UA 2003 Mozarteum Salzburg
- moving in spirals (2004). Quadrophonische elektronische Musik. UA 2004 Harvard University Cambridge
- shraeng (2004) für zwei elektrische Gitarren. UA 2004 Bayerische Akademie der Schönen Künste München
- xs (2005) für Streichquartett. UA 2006 Harvard University Cambridge, Arditti Quartett
- WindKaskaden (2006) für Klarinette und Akkordeon. UA 2007 Gasteig München
- will o’ wisp (2006) für Blockflöte, Flöte, Bass-Koto und Akkordeon. UA 2006 Gasteig München; Jeremias Schwarzer, Carin Levine, Makiko Goto, Konstantin Ischenko
- reflejos distantes (2006) für Bassflöte, Bassklarinette, Violine und Violoncello. UA 2006 Akademie für Tonkunst Darmstadt; Ensemble Phorminx

## Diskografie
- 2018 Edition Zeitgenössische Musik, WERGO/Deutscher Musikrat[5]
- 2020 Voices of the Pearl, Vol. 3[12][13]
- 2020 Music for English Horn Alone[14]

## Auszeichnungen
- 2001: Bayerischer Jugendpreis des Indien-Instituts München (verliehen von Zubin Mehta)
- 2004: ASCAP Young Composer’s Award
- 2005: Bohemians New York Musicians Club Prize[15]
- 2005: Stipendienaufenthalt im Deutschen Studienzentrum in Venedig
- 2006: Bohemians New York Musicians Club Prize; Darmstädter Musikpreis[16][17]
- 2007: Finalistin für den Berliner Opernwettbewerb 2008
- 2016: Erster Preis bei der 5. International composer's competition NEW NOTE - Croatia 2016[18]
- 2018: Stipendienaufenthalt in der Casa Baldi / Villa Massimo[19]